# Châteauneuf-d'Ille-et-Vilaine
Châteauneuf-d'Ille-et-Vilaine è un comune francese di 1 196 abitanti situato nel dipartimento dell'Ille-et-Vilaine nella regione della Bretagna.

## Società

### Evoluzione demografica
Abitanti censiti